# Лукилла Римская
Люцилла (сконч. Рим, ок. 257 года) — святая дева и мученица. День памяти — 31 октября.
Согласно преданию, святая Люцилла жила во времена гонений при императоре Валериане около 257 г. Слепая от рождения, она восстановила зрение после того, как её отец, трибун Немезий, потребовал от папы римского Стефана и получил от него крещение для себя и своей дочери Луциллы.
Их новая вера во Христа и только что явленное чудо исцеления сделали отца настолько «глухим» к постоянным требованиям императора, что они оба были приговорены к смерти и подверглись мученичеству. Святая Люцилла пострадала на Аппиевой дороге возле храма Марса, а её отец принял мученичество между Аппиевой и Латинской дорогами.